# 1914-1918-online

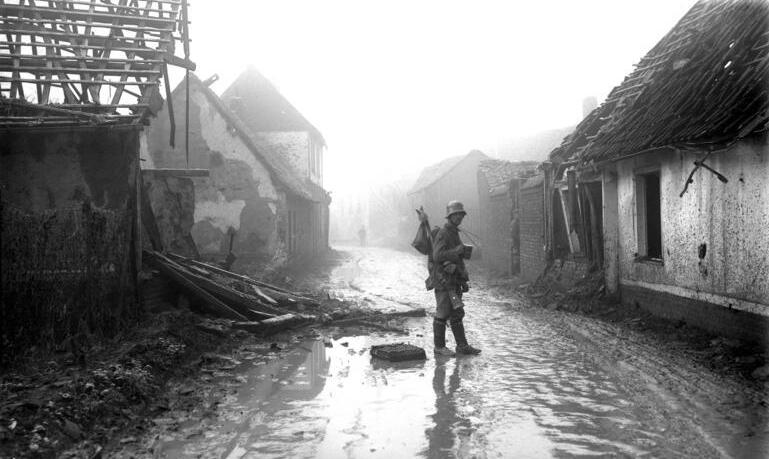
Étricourt99, Soldat zwischen beschädigten Gebäuden (etwa zwischen 1916 und 1918)

1914-1918-online. International Encyclopedia of the First World War ist eine internationale, englischsprachige Online-Enzyklopädie zum Ersten Weltkrieg (1914–1918), die seit dem 8. Oktober 2014 offiziell online zugänglich ist und als weltweit größtes Forschungsnetzwerk dieser Art gilt. Die geschichtswissenschaftliche Redaktion nutzt das Semantic MediaWiki.
Das durch zahlreiche internationale Partner (u. a. die Deutschen Historischen Institute in London, Moskau, Paris, Rom und Warschau sowie das Orient-Institut Istanbul) unterstützte digitale wissenschaftliche Nachschlagewerk wurde im Vorfeld des 100. Jahrestags des Kriegsbeginns 1914 von der Freien Universität Berlin (FU Berlin) und der Bayerischen Staatsbibliothek in München initiiert und von 2011 bis 2015 mit einem Millionenbetrag durch die Deutsche Forschungsgemeinschaft (DFG) gefördert. Seit 2016 existiert mit „Open Encyclopedia System“ eine Anschlussförderung der DFG.
Die Projektleiter sind Oliver Janz, Professor für Neuere Geschichte am Friedrich-Meinecke-Institut (FMI), Nicolas Apostolopoulos, Direktor des Centers für Digitale Systeme (CeDiS), beide FU Berlin, sowie Gregor Horstkemper vom Zentrum für Elektronisches Publizieren (ZEP) der Bayerischen Staatsbibliothek.
Projektziel ist es, die globale neuere Forschung zum Ersten Weltkrieg per Open-Access sowohl der wissenschaftlichen Gemeinschaft, als auch dem interessierten Publikum multiperspektivisch zur Verfügung zu stellen. Es arbeite(te)n bis zu 1000 Experten aus über fünfzig Ländern am etwa 1500 Einträge zu umfassenden, fortlaufenden Projekt. Die Inhalte werden unter einer Creative-Commons-Lizenz (CC BY-NC-ND 3.0) veröffentlicht. Die zitierfähigen und mit Digital Object Identifier (DOI) ausgestatteten Texte unterliegen einem peer review (double blind). 1914–1918-online ist in mehrere Regionen und Themen gegliedert; über Such- und Navigationsmöglichkeiten (Filter, Register, Zeitleiste) werden die medial mit Bildern, Karten u. a. aufbereiteten Artikel auffindbar. Vernetzungen und Schnittstellen bestehen zu anderen Datenbanken und Informationssystemen wie Europeana 1914–1918, CENDARI, WorldCat und Zotero.
Das Editorial Board unterteilt sich in sieben General Editors (Ute Daniel, Peter Gatrell, Oliver Janz, Heather Jones, Jennifer Keene, Alan Kramer und Bill Nasson) und zahlreiche Section Editors, zuzüglich der externen Gutachter ca. 100 Personen. Dem beratenden Editorial Advisory Board gehören folgende Wissenschaftler an: Annette Becker, Jürgen Danyel, Josef Ehmer, Gudrun Gersmann, Antonio Gibelli, Gerhard Hirschfeld, John Horne, Jürgen Kocka, Gerd Krumeich, Jürgen Osterhammel, Hew Strachan, Jay Winter und Erik-Jan Zürcher.
Das Projekt wurde 2015 in die Annual list of Best Historical Materials der American Library Association gewählt und die Leiter und das Projektteam erhielten 2015 für das Nachschlagewerk den Berliner Digital Humanities Preis (2. Preis).